# Mzee Chillo
Ahmed Olotu (Moshi, 12 de diciembre de 1950), conocido popularmente como Mzee Chillo, es un actor tanzano que ha aparecido en más de cien películas en su país, compartiendo reparto con figuras del cine tanzano como Steven Kanumba y del cine africano como Nkiru Sylvanus y Mercy Johnson.

## Carrera
Aunque empezó a actuar desde su época escolar especialmente en obras de teatro, su primera aparición en el cine tanzano ocurrió en 2003 con la película Sumu ya Mapenzi. A partir de entonces ha registrado apariciones en más de cien películas, entre producciones de su país e internacionales. En 2007 colaboró con la reconocida actriz nigeriana Mercy Johnson en la cinta Cross My Sin y en 2015 interpretó el papel de Yazidi en la película Going Bongo, producida entre los Estados Unidos y Tanzania.
Ha aparecido además en algunas series de televisión de la cadena sudafricana M-Net como Unfaithful, Awakening y Martin.